# Хуан Алонсо де Гусман, 1-й герцог Медина-Сидония
Дон Хуан Алонсо де Гусман-и-Суарес де Фигероа Ороско (исп. Juan Alonso Pérez de Guzmán y Suárez de Figueroa; ок. 1410 — декабрь 1468) — испанский дворянин и военный деятель периода Реконкисты, 3-й граф Ньебла (1436—1468), 1-й герцог Медина-Сидония (1445—1468), гранд Кастилии.

## Биография
Единственный сын Энрике Переса де Гусмана-и-Кастилья (1371—1436), 2-го графа Ньебла (1396—1436), от первого брака с Терезой Суарес де Фигероа-и-Ороско, сеньоры де Эскамилья, дочери Лоренцо Суареса де Фигероа (1345—1409), магистра Ордена Сантьяго, и его второй жены Марии де Ороско, сеньоры де Эскамилья и Санта-Олалья.
В 1436 году после смерти своего отца, утонувшего во время осады кастильцами Гибралтара, Хуан Алонсо де Гусман унаследовал титул и владения графа Ньебла.
17 февраля 1445 года король Кастилии Хуан II (1406—1454) пожаловал Хуану Алонсо де Гусману титул герцога Медина-Сидония.
15 февраля 1460 года новый кастильский король Энрике IV (1454—1474) утвердил за Хуаном Алонсо де Гусманом наследственный титул герцога Медина-Сидония.

## Семья и дети
С 1434 года был женат на донье Марии де ла Серда-и-де Сармьенто (ум. 1468), дочери Луиса де ла Серда-и-Мендосы (ум. 1447), 3-го графа де Мединасели (1404—1447), и Хуаны Сармьенто (ум. 1435), сеньоры де Энсисо.
От связи с Изабеллой де Фонсека (ок. 1420—1494) у него было два внебрачных сына:
- Энрике Перес де Гусман-и-Фонсека (ум. 1492), 2-й герцог Медина-Сидония (1468—1492)
- Альваро де Гусман эль Буэно-и-Фонсека, сеньор де ла Торре-дель-Маэстре-и-Монтурке

От связи со своей двоюродной сестрой Эльвирой де Гусман, дочери Альфонсо Переса де Гусмана, 2-го сеньора Аямонте, и Менсии Фигероа, у него была внебрачная дочь:
- Тереза Перес де Гусман-и-Гусман, 4-я сеньора Аямонте, жена Педро де Суньига-и-Манрике де Лара (1430—1484).